# 277106 Forgó
277106 Forgó è un asteroide della fascia principale. Scoperto nel 2005, presenta un'orbita caratterizzata da un semiasse maggiore pari a 3,2161527 UA e da un'eccentricità di 0,1068895, inclinata di 3,06386° rispetto all'eclittica.